# Гогенлоэ-Шиллингсфюрст, Густав Адольф фон
Густав Адольф фон Гогенлоэ-Шиллингсфюрст (нем. Gustav Adolf von Hohenlohe-Schillingsfürst; 26 февраля 1823, Ротенбург-ан-дер-Фульда, Ландграфство Гессен-Роттенбург — 30 октября 1896, Рим, королевство Италия) — немецкий куриальный кардинал и папский сановник. Тайный раздатчик милостыни Его Святейшества с 3 ноября 1857 по 22 июня 1866. Титулярный архиепископ Эдессы Осроенской с 13 ноября 1857 по 22 июня 1866. Архипресвитер патриаршей Либерийской базилики с 15 июля 1878 по 30 октября 1896. Кардинал-священник с 22 июня 1866, с титулом церкви Санта-Мария-ин-Траспонтина с 25 июня 1866 по 12 мая 1879. Кардинал-епископ Альбано с 12 мая 1879 по декабрь 1883. Кардинал-священник с титулом церкви Сан-Каллисто с 10 ноября 1884 по 2 декабря 1895. Кардинал-священник с титулом церкви Сан-Лоренцо-ин-Лучина со 2 декабря 1895. Кардинал-протопресвитер с 19 ноября 1895.
Старший брат — рейхсканцлер Германии Хлодвиг цу Гогенлоэ-Шиллингсфюрст.